# Milétoszi Thallosz
Milétoszi Thallosz (Kr. e. 1. század - 1. század) görög költő
Életéről mindössze annyit tudunk, hogy Augustus római császár korában élt Milétoszban. Epigrammákat alkotott, amelyek közül néhány az Anthologia Palatina-ban maradt fenn.